# 미하이 김푸
미하이 김푸(루마니아어: Mihai Ghimpu, 1951년 11월 9일 ~ )는 몰도바의 정치인이다. 2009년 9월 11일부터 2010년 12월 28일까지 대통령 권한대행을 역임했으며 2009년 이래로 몰도바 의회의 의장직을 맡고 있다.

## 생애
미하이 김푸는 1951년 11월 9일 몰도바 소비에트 사회주의 공화국의 키시너우에 있는 콜로니차에서 태어났다. 몰도바 국립 대학에서 법학을 배우고 공화국 사법 기관에서 근무하였다. 1978년부터 1990년까지 법률가로 일하였고 여러 회사에서 법무부직을 맡았으며 키시너우에 있는 섹토룰 르슈카니에서 판사로 일했다.
1980년대 말에는 민주화 운동에 참가해 몰도바 인민 전선의 창립 회원으로 일하였고, 정계에 들어가게 되었다. 1990년 총선거에서 몰도바 인민 전선의 의원으로 선출되었으며 1994년 지식인 블록 의원으로 선출되었다. 재임중이던 1991년, 그는 몰도바 독립에 찬성을 지지하였다.
1997년 김푸는 개혁당의 당수로 취임했다. 1998년 총선에서 당은 0.54%의 득표율 밖에 얻지 못하였고, 4%로 되어 있던 저지 조항에 이르지 않았다. 2005년 4월 개혁당의 이름을 자유당으로 변경하였다. 2007년 키시너우 시의원이 되었고, 2주 후 도린 키르토아커를 누르고 키시너우 시장이 되었다.
2009년 9월 11일, 몰도바의 대통령직을 맡게 되었다. 그러나 보로닌이 사임한 것에 지나지 않아, 권한 대행에 다그쳤다. 

## 역대 선거 결과
| 선거명      | 직책명          | 대수 | 정당          | 득표율 | 득표수   | 결과 | 당락 |
| ----------- | --------------- | ---- | ------------- | ------ | -------- | ---- | ---- |
| 2016년 선거 | 몰도바의 대통령 | 5대  | 몰도바 자유당 | 1.80%  | 25,490표 | 5위  | 낙선 |

## 같이 보기
- 자유주의
- 몰도바의 대통령